# Xã Franklin, Quận Harrison, Indiana
Xã Franklin (tiếng Anh: Franklin Township) là một xã thuộc quận Harrison, tiểu bang Indiana, Hoa Kỳ. Năm 2010, dân số của xã này là 4.104 người.